# راپنشتاین
راپنشتاین (به لاتین: Rappenstein) یک کوه در لیختن‌اشتاین است که در لیختن‌اشتاین واقع شده‌است. راپنشتاین ۲٬۲۲۲ متر بالاتر از سطح دریا واقع شده‌است.